# Alertador nuclear
Un alertador (término cuyo uso no está extendido), también llamado lanzador de alerta o revelador de secretos, es un ciudadano que, trabajando en sectores públicos o privados, conoce un hecho que puede constituir un delito, peligro o fraude y da a conocer este hecho a la sociedad civil, a los medios de comunicación o a los organismos públicos. Proviene del inglés whistleblower (persona que hace sonar un silbato o pito).
Si el alertador da a conocer un hecho relacionado con la energía nuclear, se trata de un alertador nuclear (nuclear whistleblowers, en inglés).
Ha habido varios alertadores nucleares, a menudo ingenieros nucleares, que han identificado o dado a conocer problemas de seguridad nuclear. En 1976, Gregory Minor, Richard Hubbard y Dale Bridenbaugh denunciaron problemas de seguridad en centrales nucleares en Estados Unidos. Los tres ingenieros nucleares ganaron la atención de los periodistas y sus revelaciones sobre las amenazas de la energía nuclear ha tenido un impacto significativo. George Galatis era ingeniero nuclear de alto nivel que reportó en 1996 problemas de seguridad en la central nuclear de Millstone 1, en relación con los procedimientos de abastecimiento de combustible nuclear del reactor. Otros alertadores nucleares fueron Arnold Gundersen y David Lochbaum. Se han dado incluso casos de alertadores nucleares en otro tipo de instalaciones nucleares, tales como plantas de preparación de combustible nuclear o servicios de Medicina Nuclear en hospitales.

## Karen Silkwood
Un caso importante de alertador nuclear fue el de Karen Silkwood, que era una trabajadora en una planta de preparación de barras de combustible nuclear. Pertenecía a un sindicato. Testificó ante la Comisión de Energía Atómica de Estados Unidos en relación con varias irregularidades en la planta donde trabajaba. También descubrió que los controles de calidad, realizados por medio de rayos X, de las barras de combustible nuclear habían sido manipulados. Murió en extrañas circunstancias en un accidente de automóvil. Sobre su vida se hizo la película Silkwood (1983).

## The GE Three
En 1976, en Estados Unidos, Gregory C. Menor, Richard B. Hubbard y Dale G. Bridenbaugh (conocidos como The GE Three) denunciaron problemas de seguridad en las centrales nucleares y su acción ha sido calificada como "un ejemplo de la denuncia de irregularidades".
Los tres ingenieros ganaron la atención de los periodistas y sus revelaciones sobre las amenazas de la energía nuclear han tenido un impacto significativo. Dimitieron de puestos de responsabilidad en la división de energía nuclear de General Electric y más tarde se establecieron como consultores en la industria de la energía nuclear para los gobiernos estatales, las agencias federales y los gobiernos extranjeros. La firma de consultoría que formaron, MHB Technical Associates, fue asesor técnico de la película El síndrome de China (1979). Los tres ingenieros participaron en las audiencias del Congreso de los Estados Unidos que sus revelaciones precipitaron.
Un capítulo de un libro que trata de la denuncia de irregularidades, escrito por Vivian Weil, fue publicado en 1983 como The Browns Ferry Case en Engineering Professionalism and Ethics, editado por James H. Schaub y Karl Pavlovic y publicado por John Wiley & Sons.

## Ronald J. Goldstein
Ronald J. Goldstein era un supervisor empleado por la empresa EBASCO (Electric Bond and Share Company) y era un contratista principal para la construcción de las plantas del sur de Texas. En 1985, Goldstein identificó problemas de seguridad para SAFETEAM (un programa interno de cumplimiento establecido por EBASCO y Houston Lighting), incluyendo el incumplimiento de los procedimientos de seguridad, la falta de emisión de informes de cumplimiento de seguridad y violaciones de control de calidad que afectaban a la seguridad de la planta.
SAFETEAM se promovió como un refugio seguro e independiente para que los empleados expresarán sus preocupaciones sobre seguridad. Las dos compañías no informaron a sus empleados de que ellas no creían que las quejas reportadas a SAFETEAM tuviesen ningún tipo de protección legal. Después de presentar su informe a SAFETEAM, Goldstein fue despedido. A continuación Goldstein presentó una demanda bajo los estatutos federales de alertadores nucleares.
El Departamento de Trabajo de los Estados Unidos decidió que los informes de Goldstein a SAFETEAM estaban protegidos y su despido no era válido, decisión confirmada por el Secretario de Trabajo, Lynn Morley Martin. Esta decisión fue apelada y revocada por el Tribunal de Apelaciones del Quinto Distrito, que dictaminó que los programas privados no ofrecían ninguna protección a los denunciantes. Después de que Goldstein perdiese su caso, el Congreso de los Estados Unidos enmendó la ley federal sobre alertadores nucleares para proporcionar protección a los informes introducidos en los sistemas internos y evitar las represalias contra los denunciantes.

## Arnold Gundersen
En 1990 Arnold Gundersen descubrió material radiactivo en una caja fuerte en Nuclear Energy Services en Danbury (Connecticut), la empresa de consultoría donde trabajaba como vicepresidente senior de contabilidad. Tres semanas después de que notificase al presidente de la compañía lo que él estimaba como violaciones de la seguridad nuclear, Gundersen fue despedido. Según el periódico New York Times, durante tres años, Gundersen "fue acosado por llamadas telefónicas en medio de la noche" y que él "comenzó a preocuparse por la seguridad de su familia". Gundersen cree que fue puesto en una lista negra, acosado y despedido por hacer lo que él creía que era correcto.
El New York Times informó que el caso de Gundersen no es infrecuente, especialmente en la industria nuclear. A pesar de que se anima a los trabajadores nucleares a informar de potenciales peligros de seguridad, aquellos que lo hacen se arriesgan a sufrir degradación y despido. En lugar de corregir los problemas, dicen los alertadores, la dirección de la industria y las agencias del gobierno les atacan como la causa del problema. Expulsados de sus puestos de trabajo y rechazados por vecinos y compañeros de trabajo, los alertadores suelen acudir unos a otros para apoyo.

## David Lochbaum
A principios de la década de los 90, el ingeniero nuclear David Lochbaum y un colega identificaron un problema de seguridad en una planta donde estaban trabajando, pero fueron ignorados cuando se planteó la cuestión con el gerente de la planta, la empresa y la Comisión Reguladora Nuclear de Estados Unidos (NRC).
Después de llevar sus preocupaciones al Congreso de Estados Unidos, el problema se ha solucionado y no sólo en la planta nuclear original, sino en plantas a lo largo del país.
Preocupado por la seguridad nuclear y frustrado con la complacencia de la NRC, Lochbaum se unió a la Unión de Científicos Preocupados (UCS) en 1996. En la actualidad, dirige el Proyecto de Seguridad Nuclear de la UCS y es ampliamente considerado como una de las máximas autoridades independientes en materia de energía nuclear en los Estados Unidos.

## George Galatis
George Galatis era un ingeniero nuclear que reportó en 1996 problemas de seguridad en la central nuclear de Millstone 1, en relación con los procedimientos de abastecimiento de combustible del reactor.
Los procedimientos inseguros eran que las piscinas de barras de combustible gastado en la Unidad 1 tenían el potencial para hervir, posiblemente con liberación de vapor radiactivo por toda la planta.
Galatis finalmente llevó sus inquietudes a la Comisión Reguladora Nuclear (NRC), para encontrar que habían "sabido acerca de los procedimientos inseguros durante años". Como resultado de ir a la NRC, Galatis experimentó "formas sutiles de acoso, represalias e intimidación".